# All I See
"All I See" (Todo Lo Que Veo) es un Pop-R&B. Fue realizada por la cantante australiana Kylie Minogue para su décimo álbum de estudio, X (2007). La canción fue escrita por Jonas Jeberg, Mich Hedin Hansen, Edwin "Lil'Eddie" Serrano y producida por Jeberg y Cutfather. Fue lanzada digitalmente solo en Norteamérica el 11 de marzo de 2008. La canción fue lanzada a formatos de radio americanos el 15 de abril de 2008. Una versión que destaca el cantante de rap Mims fue lanzada a formatos de radio e incluida como prima la pista sobre la edición estadounidense de X. 
Para promover el solo y el álbum en EE. UU., Minogue apareció en varios programas de televisión. El 31 de marzo de 2008, ella apareció en el Today Show para una entrevista con Matt Lauer. El 1 de abril, Minogue cantó "All I See " en vivo en el Dancing with the Stars. El 7 de abril de 2008, Minogue apareció y cantó "All I See" sobre el Espectáculo de Ellen DeGeneres.

## Videoclip
El vídeo musical promocional para "All I See" fue dirigido por William Baker, el director creativo de Minogue. Fue filmado en tres horas mientras Minogue estaba sobre la rotura de ensayos de viaje de Kylie X 2008. Filmado en blanco y negro, esto destaca a Minogue y bailarín Marco da Silva que baila delante de un fondo blanco. Ella aparece con un traje de látex o un vestido de un solo juego, agarrando unas cadenas. Una escena más es donde ella aparece cantando con un micrófono en un fondo negro lleno de estrellas. El vídeo apareció en el sitio web de Minogue el 18 de abril de 2008.

## Charts
La canción fue lanzada especialmente para conquistar al público nortemaricano, es por eso que se editó la versión donde colabora el hiphopero Mims. De esta forma el sencillo alcanzó gran aceptación llegando al top 50 de Mediabase (medidor de pedidos radiales en Estados Unidos) y al número 3 del Billboard Dance/ClubPlay. En Canadá, el tema llegó al 81, pero no superó a 2 Hearts que había logrado pegar en el top 60. 
En la mayoría del mundo la canción no fue lanzada a las radios, pero se las arregló para entrar al top 100 de Hungría y Rumania, y a los listados de música dance de Australia y Brasil.

## Versiones
1. "All I See" - 3:05
2. "All I See" featuring MIMS (Rap version)- 3:52
3. "All I See" (Original dub/MARK!'s Sleazy Club Redux dub) - 7:09
4. "All I See" (Original Extended Mix/MARK!'s Sleazy Club Redux Vocal) - 7:12
5. "All I See" (Acoustic version) - 3:15

## Miscelánea
| Chart (2008)                      | Peak position |
| --------------------------------- | ------------- |
| Canadian Hot 100                  | 85            |
| U.S Billboard Hot Dance Club Play | 04            |
| U.S Top 40 Radio                  | 56            |